# Luisentempel (Alexisbad)

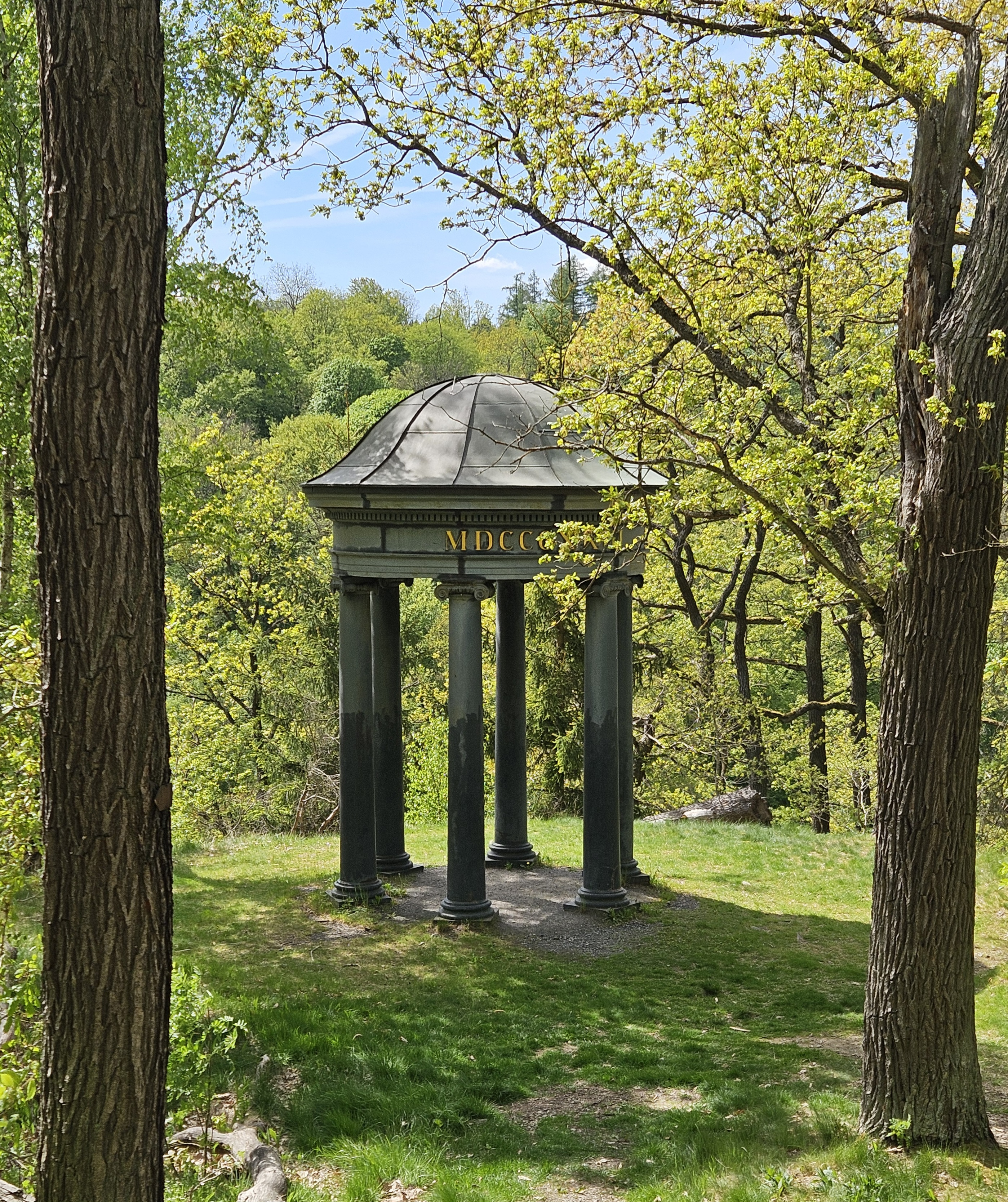
Luisentempel bei Alexisbad

Der Luisentempel (auch Louisen-Tempel) ist ein Denkmal im Ortsteil Alexisbad der Stadt Harzgerode, Landkreis Harz, im deutschen Bundesland Sachsen-Anhalt.

## Lage
Der Luisentempel liegt auf einem ebenen Felsvorsprung oberhalb des ehemaligen Klosters Hagenrode (heute Klostermühle) an einem Aussichtspunkt entlang des Klippenweges zwischen Alexisbad und Mägdesprung. An der abschüssigen Geländewand unterhalb des Luisentempels befindet sich der Adolphfelsen; nordöstlich des Säulenrundbaues liegt die Luisenklippe.

## Geschichte
Errichtet wurde das Baudenkmal im Jahre 1823 von Johann Philipp August Bunge, und benannt, an ihrem Lieblingsplatz, zu Ehren der Prinzessin Luise von Anhalt-Bernburg (1799–1882), durch Heirat Prinzessin von Preußen, einer Tochter des Herzogs Alexius Friedrich Christian von Anhalt-Bernburg (1767–1834), der 1810 die ersten Kuranlagen errichten ließ und dem Kurort Alexisbad („Stahlbad Alexisbad im Harz“) seinen Namen gab.
Im Jahre 1987 durch eine vom Sturm entwurzelte Fichte beschädigt und eingestürzt, wurde der Luisentempel 1992 restauriert und am ursprünglichen Standort wieder aufgebaut. 2008 gewann die Stadt Harzgerode mit dem Luisentempel den Naturparkwettbewerb der „Denkmäler als Wanderziele“.

## Gestaltung
Gestaltet wurde die Sehenswürdigkeit in Form eines Monopteros, eines Rundtempels mit Säulenkranz.
Die Kuppel wird von sechs in der Eisenhütte Mägdesprung gegossenen ionischen Säulen getragen. Diese Bauform wurde im Barock und Klassizismus gerne als Gartenpavillon verwendet (beispielsweise im Englischen Garten in München oder im Wörlitzer Park). Über dem alexisbadischen Selketalhang steht der tempelartige Blickpunkt in der freien Landschaft, die in ihrer wilden Schönheit als Garten- oder Parkersatz dient.
Die vergoldete Inschrift im südwestlichen Kopfband des Rundtempels lautet in Großbuchstaben: „LUISEN. GEWIDMET.“ Das vergoldete römische Zahlzeichen im nordöstlichen Kopfband nennt: „MDCCCXXIII.“ Es bezeichnet das Jahr 1823.

## Baudenkmal
Im örtlichen Denkmalverzeichnis des Landes Sachsen-Anhalt ist der Luisentempel unter der Erfassungsnummer 094 50099 als (Ausweisungsart) Baudenkmal verzeichnet.